# Plectiscidea communis
Plectiscidea communis là một loài tò vò trong họ Ichneumonidae.